# Application réseau multimédia
 (novembre 2022).
Si vous disposez d'ouvrages ou d'articles de référence ou si vous connaissez des sites web de qualité traitant du thème abordé ici, merci de compléter l'article en donnant les références utiles à sa vérifiabilité et en les liant à la section « Notes et références ».
 (juin 2022).
 (avril 2025).
Motif : source unique pour cet article, par ailleurs, pour un concept qui semble assez récent, il n'y a aucun lien interne, ni aucune page interwiki.
- Archive Wikiwix
- Bing
- Cairn
- DuckDuckGo
- E. Universalis
- Gallica
- Google
- G. Books
- G. News
- G. Scholar
- Persée
- Qwant
- (zh) Baidu
- (ru) Yandex
- (wd) trouver des œuvres sur Wikidata

| 1. | Préciser le motif de la pose du bandeau. | Précisez le motif de la pose du bandeau en utilisant la syntaxe suivante : {{admissibilité à vérifier\|date=avril 2025\|motif=remplacez ce texte par le motif}}                                    |
| 2. | Informer les utilisateurs concernés.     | Pensez à avertir le créateur de l'article, par exemple, en insérant le code ci-dessous sur sa page de discussion : {{subst:avertissement admissibilité à vérifier\|Application réseau multimédia}} |

Une application réseau multimédia est un système qui utilise un support audio ou vidéo. Ces applications sont classés en trois différents types : 
- Streaming stocké ;
- Conversations en temps réel sur IP ;
- Streaming live audio/vidéo.

## Streaming stocké audio/vidéo
De nombreuses entreprises comme Netflix ou Youtube utilisent ce type d'applications multimédia. Les supports audios et vidéos sont préenregistrés et placés sur des serveurs. L'utilisateur fait une demande au serveur pour accéder à ces vidéos ou audios à la demande. 
Ces applications possèdent trois principales caractéristiques :
- Streaming : pour éviter de télécharger une vidéo/audio dans son intégralité avant de commencer à la lire, l'utilisateur est capable de lire un instant de la vidéo/audio pendant qu'il reçoit d'autres fragments de ce dernier.
- Interactivité : le support audio/vidéo étant préenregistré, l'utilisateur a la possibilité de mettre en pause, regarder/écouter en accélérer, ou bien choisir un moment précis de la vidéo.
- Lecture continue : une fois que la lecture d'un support audio ou vidéo a commencé, l'utilisateur ne doit pas remarquer d'interruption. Cela signifie que le serveur doit envoyer les données suffisamment rapidement pour qu'elle soit lu au moment d'origine de l'enregistrement. Pour assurer une lecture continue, il est très important que le réseau fournisse un débit suffisant, au moins égal au débit de lecture de la vidéo.

Les vidéos streaming peuvent être classées en trois catégories : streaming UDP[sigle à expliciter], streaming HTTP et le streaming HTTP adaptatif. La majorité des systèmes utilisent le streaming HTTP et le streaming HTTP adaptatif. 
Avec le streaming HTTP, les vidéos sont stockées sur des serveurs HTTP avec un URL spécifique. Grâce au streaming adaptatif, chaque client peut obtenir une vidéo différentes en fonction de son débit. Chaque vidéo est encodée dans différentes versions ayant chacune un débit et donc une qualité différente. Si l'utilisateur dispose d'un débit important, il pourra choisir une vidéo de meilleure qualité qu'un utilisateur ayant un débit faible. 

## Conversations en temps réel sur IP
Les conversations en temps réel sur internet font référence à la téléphonie d'internet. Ce type d'application permet de créer des conférences de deux participants ou plus en incluant leur voix ainsi que leur vidéo. Il est notamment utilisé par des entreprises comme Skype ou Google Talk.
Ces applications sont très sensibles au délai. Le délai doit être très court entre le moment où un utilisateur parle ou bouge et le moment où l'action est perçue par l'utilisateur. Pour la voix, les délais inférieurs à 150 ms ne sont pas perçus par l'utilisateur. En revanche, un délai supérieur à 400 ms peut s'avérer réellement dérangeant.
Ces applications sont relativement tolérantes en ce qui concerne les pertes de données. Les pertes occasionnelles de données peuvent en général être compensées, ce qui ne perturbera pas l'expérience de l'utilisateur.

## Streaming live audio/vidéo
Ce type d'application permet à l'utilisateur de recevoir sur internet une transmission télé ou radio en direct. Le réseau doit fournir un débit au moins égal au débit de lecture de la vidéo. De plus, l'événement étant en direct, les délais sont importants mais beaucoup moins contraignants que ceux pour les conversations en temps réel. 